# O Entertainment
O Entertainment, известная также как Omation Animation Studio — американская компания, основанная Стивом Одекерком в 1990 году. Студия производит мультсериалы и фильмы. Стив Одекерк позже основал Omation как дочернюю компанию в 2002 году

## Фильмография
1. Эйс Вентура: Розыск домашних животных (фильм, 1994; совместно производился с «Warner Bros. Pictures» и «Morgan Creek Productions»)
2. Эйс Вентура 2: Когда зовёт природа (фильм, 1995; совместно производился с «Warner Bros. Pictures» и «Morgan Creek Productions»)
3. Runaway Rocketboy (короткометражка, 1998; совместно производилась с «DNA Productions»)
4. Джимми Нейтрон, вундеркинд (фильм, 2001; совместно производился с «DNA Productions», «Nickelodeon Movies» и «Paramount Pictures»)
5. Приключения Джимми Нейтрона, мальчика-гения (мультсериал, 2002—2006; совместно производился с «DNA Productions» и «Nickelodeon Animation Studio»)
6. Кунг По: Нарвись на кулак (фильм, 2002; совместно производился с «20th Century Fox»)
7. Санта против Снеговика (фильм, 2002; совместно производился с «IMAX» и «DNA Productions»)
8. Джимми и Тимми: Мощь времени (кроссовер, 2004—2006; совместно производился с «DNA Productions», «Nickelodeon Animation Studio» и «Frederator Studios»)
9. Рога и копыта (фильм, 2006; совместно производился с «Nickelodeon Movies»)
10. Рога и копыта. Возвращение (мультсериал, 2007—2011; совместно производился с «Nickelodeon Animation Studio»)
11. Планета Шина (мультсериал, 2010—2013; совместно производился с «Nickelodeon Animation Studio»)
12. Ковбои против пришельцев (фильм, 2011; совместно производился с «DreamWorks Pictures», «Paramount Pictures» и «Imagine Entertainment»)
13. Кунг По: Язык ярости (фильм, ТВА)[1]